# Śmiertny Dąb
Śmiertny Dąb – wieś  w Polsce położona w województwie śląskim, w powiecie częstochowskim, w gminie Janów.
W latach 1975–1998 miejscowość administracyjnie należała do województwa częstochowskiego.